# Diphucephala obscura
Diphucephala obscura är en skalbaggsart som beskrevs av Macleay 1886. Diphucephala obscura ingår i släktet Diphucephala och familjen Melolonthidae. Inga underarter finns listade i Catalogue of Life.